# Morros
Morros is een gemeente in de Braziliaanse deelstaat Maranhão. De gemeente telt 17.916 inwoners (schatting 2009).